# Dmitrij Pavlovič Grigorovič
Dmitrij Pavlovič Grigorovič o  Дмитрий Павлович Григорович in cirillico, traslitterazione anglosassone: Dmitry Pavlovich Grigorovich (25 gennaio del calendario giuliano; Kiev, 6 febbraio 1883 – Mosca, 26 luglio 1938) è stato un ingegnere aeronautico sovietico, direttore dell'omonimo ufficio tecnico (OKB).

## Biografia

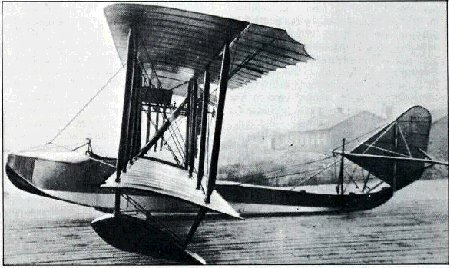
L'idrovolante Grigorovich M-5.

Grigorovič nacque a Kiev (l'attuale capitale dell'Ucraina) nel 1883, a quella data territorio amministrativamente annesso all'Impero russo. Dopo aver frequentato la scuola secondaria, decise di proseguire gli studi presso il Politecnico della città natale. Durante la sua permanenza al Politecnico conobbe Igor' Ivanovič Sikorskij e progettò il suo primo aereo, il biplano G-1. Durante il periodo degli studi si trasferì anche a Liegi, in Belgio, per due semestri. Riuscì a conseguire la laurea in ingegneria nel 1909, trasferendosi ben presto a San Pietroburgo e svolgendo, dal 1911 al 1913, attività giornalistica per la rivista aeronauticaVestnik Vozduchoplavanija.
Nella primavera del 1913 divenne direttore tecnico della Ersten Russischen Luftfahrtgesellschaft S.S. Schtschetinin, un'azienda aeronautica che aveva acquisito la licenza di produzione di alcuni velivoli francesi, i Nieuport IV e Farman XVI. Nell'estate successiva Grigorovič poté visionare il suo primo idrovolante quando gli fu commissionata la riparazione del Donnet-Lévêcque di costruzione francese. Nel 1913 mise a frutto l'esperienza acquisita progettando il suo primo idrovolante, il Grigorovich M-1 che darà origine a una serie di prodotti tecnologicamente sempre più raffinati, l'M-5 nel 1915 e l'M-9 l'anno successivo, portando la produzione aeronautica russa all'avanguardia tra quelle impegnate nella prima guerra mondiale.
Il 1º luglio 1917 fondò una propria società, ma a seguito delle vicende belliche e politiche legate all'istituzione della Repubblica Russa prima e alla Rivoluzione d'ottobre poi, la propria azienda venne statalizzata e la produzione convertita alla realizzazione di macchine agricole. Grigorovič poi si trasferì a Sebastopoli. Dal 1919 lavorò per le agenzie governative per lo sviluppo del trasporto aereo sovietico, e nel 1922, divenne capo progettista allo stabilimento No.3 Krasnij Lotšik, dove, nel 1923, venne realizzato il suo ultimo modello di idrovolante, l'M-24. Nello stesso anno esce il suo primo aereo da caccia, l'I-1, che seppur restato allo stadio di prototipo darà origine all'I-2, primo caccia di progettazione nazionale ad essere prodotto in serie a raggiungere cifre consistenti.
Tra il 1925 e il 1926 venne nominato direttore dell'OMOS di Leningrado, tuttavia, il 1º settembre 1928, a causa dei risultati ritenuti insoddisfacenti venne sostituito da I. I. Artamonov. Il risultato del lavoro svolto durante gli anni venti fu la realizzazione di diversi caccia, nessuno dei quali però ebbe molto successo.
Dopo il suo arresto, nel 1930, e il successivo arresto del 1933 venne assunto da OKB-49 da Georgij Michailovič Beriev nel suo ufficio di progettazione, l'OKB 49. Dopo la sua liberazione, Grigorovič sviluppò alcuni aerei da attacco al suolo sperimentali a partire dal Polikarpov R-5, gli LSch, TSch-1, TSch-2 e SchON. Nel 1936 diresse il Commissariato del popolo di aeromobili. Allo stesso tempo, divenne docente di progettazione di velivoli e di aerodinamica alla Moskovskij aviacionnyj institut (MAI)  di Mosca.
Grigorovič morì nel 1938 di leucemia; fu quindi tumulato nel cimitero di Novodevičij della capitale sovietica.